# Игральные кости Зихермана
Игральные кости Зихермана — единственная пара 6-сторонних игральных костей, содержащих только натуральные числа и имеющих то же распределение вероятностей для сумм, что и обычные кости.
Грани этих костей пронумерованы числами 1, 2, 2, 3, 3, 4 и 1, 3, 4, 5, 6, 8.

## Математика
Обычное упражнение в элементарной комбинаторике — вычислить число способов получить заданное значение с помощью пары игральных костей с 6 гранями (или сумму двух бросков). Таблица ниже показывает количество выпадений заданного числа {\displaystyle n}:
| n               | 2 | 3 | 4 | 5 | 6 | 7 | 8 | 9 | 10 | 11 | 12 |
| число выпадений | 1 | 2 | 3 | 4 | 5 | 6 | 5 | 4 | 3  | 2  | 1  |

Безумный кубик — математическое упражнение по элементарной комбинаторике, требующее так изменить числа на гранях пары шестигранных костей, чтобы получить те же частоты выпадения сумм, что и в стандартной нумерации. Кости Зихермана являются безумными, при этом перенумерация производится лишь натуральными числами. 
Таблица ниже перечисляет возможные выпадающие суммы на стандартных костях и на костях Зихермана. Один кубик Зихермана для ясности раскрашен: 1–2–2–3–3–4, а цифры второго оставлены чёрными, 1–3–4–5–6–8.
|                   | 2   | 3       | 4           | 5               | 6                   | 7                       | 8                   | 9               | 10          | 11      | 12  |
| Стандартные кости | 1+1 | 1+2 2+1 | 1+3 2+2 3+1 | 1+4 2+3 3+2 4+1 | 1+5 2+4 3+3 4+2 5+1 | 1+6 2+5 3+4 4+3 5+2 6+1 | 2+6 3+5 4+4 5+3 6+2 | 3+6 4+5 5+4 6+3 | 4+6 5+5 6+4 | 5+6 6+5 | 6+6 |
| Кости Зихермана   | 1+1 | 2+1 2+1 | 3+1 3+1 1+3 | 1+4 2+3 2+3 4+1 | 1+5 2+4 2+4 3+3 3+3 | 1+6 2+5 2+5 3+4 3+4 4+3 | 2+6 2+6 3+5 3+5 4+4 | 1+8 3+6 3+6 4+5 | 2+8 2+8 4+6 | 3+8 3+8 | 4+8 |

## История
Игральные кости Зихермана были открыты Джорджем Зихерманом из Буффало и опубликованы Мартином Гарднером в 1978 в журнале Scientific American.
Числа могут быть расположены так, что все пары противоположных чисел в сумме дают 5 для первого кубика и 9 для второго.
Позднее, в письме Зихерману, Гарднер упомянул, что один из известных ему фокусников упредил открытие Зихермана. Для обобщения игральных костей Зихермана на более чем два кубика и другие количества граней смотрите статьи Бролайна, Гальяна и Русина, Брансона и Свифта, Фоулера и Свифта.

## Связь с производящими функциями
Пусть каноническая n-сторонняя кость является n-гранником, грани которого помечены целыми числами [1,n], так что вероятность выпадения каждого числа равна 1/n. Возьмём в качестве канонической кости кубик (шестигранный). Производящей функцией бросаний такого кубика будет {\displaystyle x+x^{2}+x^{3}+x^{4}+x^{5}+x^{6}}. Произведение этого многочлена на себя даёт производящую функцию для бросания пары кубиков: {\displaystyle x^{2}+2x^{3}+3x^{4}+4x^{5}+5x^{6}+6x^{7}+5x^{8}+4x^{9}+3x^{10}+2x^{11}+x^{12}}. Из теории круговых многочленов мы знаем, что
{\displaystyle x^{n}-1=\prod _{d\,\mid \,n}^{n}\Phi _{d}(x),\;}
где d пробегает по делителям числа n, а  {\displaystyle \Phi _{d}(x)} является d-м круговым многочленом. Заметим также, что
{\displaystyle {\frac {x^{n}-1}{x-1}}=\sum _{i=0}^{n-1}x^{i}=1+x+\cdots +x^{n-1}}.
Мы, таким образом, получаем производящую функцию отдельной n-гранной канонической кости
{\displaystyle x+x^{2}+\cdots +x^{n}={\frac {x}{x-1}}\prod _{d\,\mid \,n}^{n}\Phi _{d}(x)}
{\displaystyle \Phi _{1}(x)=x-1} сокращается. Таким образом, факторизация производящей функции шестигранной канонической кости равна
{\displaystyle x\,\Phi _{2}(x)\,\Phi _{3}(x)\,\Phi _{6}(x)=x\;(x+1)\;(x^{2}+x+1)\;(x^{2}-x+1)}
Производящей функции бросания двух костей равна произведению двух копий этого разложения. Как мы можем разложить их, чтобы образовать две правильные кости, чтобы точки на гранях не были традиционными? Здесь правильные означает, что коэффициенты неотрицательны и сумма равна шести, так что каждая кость имеет шесть граней и каждая грань имеет по меньшей мере одну точку  (то есть производящий многочлен для каждой кости должен быть многочленом p(x) с положительными коэффициентами и p(0) = 0, а p(1) = 6).
Существует только одно такое разложение:
{\displaystyle x\;(x+1)\;(x^{2}+x+1)=x+2x^{2}+2x^{3}+x^{4}}
и
{\displaystyle x\;(x+1)\;(x^{2}+x+1)\;(x^{2}-x+1)^{2}=x+x^{3}+x^{4}+x^{5}+x^{6}+x^{8}}
Это даёт нам распределение точек на гранях пары игральных костей Зихермана — {1,2,2,3,3,4} и {1,3,4,5,6,8}.
Технику можно распространить на кости с произвольным числом граней.